# خوینگاک
خوینگاک (به لهستانی:  Chojniak) یک روستا در لهستان است که در گمینا اوک واقع شده‌است. خوینگاک ۳۱۰ نفر جمعیت دارد.